# Harbecke (Lenne)
Die Harbecke, auch genannt Harbecker Siepen, ist ein ca. 2,3 km langer Bach auf dem Gebiet der Stadt Schmallenberg im Hochsauerlandkreis in Nordrhein-Westfalen. Er mündet in der Nähe des Harbecker Weges in die Lenne.

## Geographie

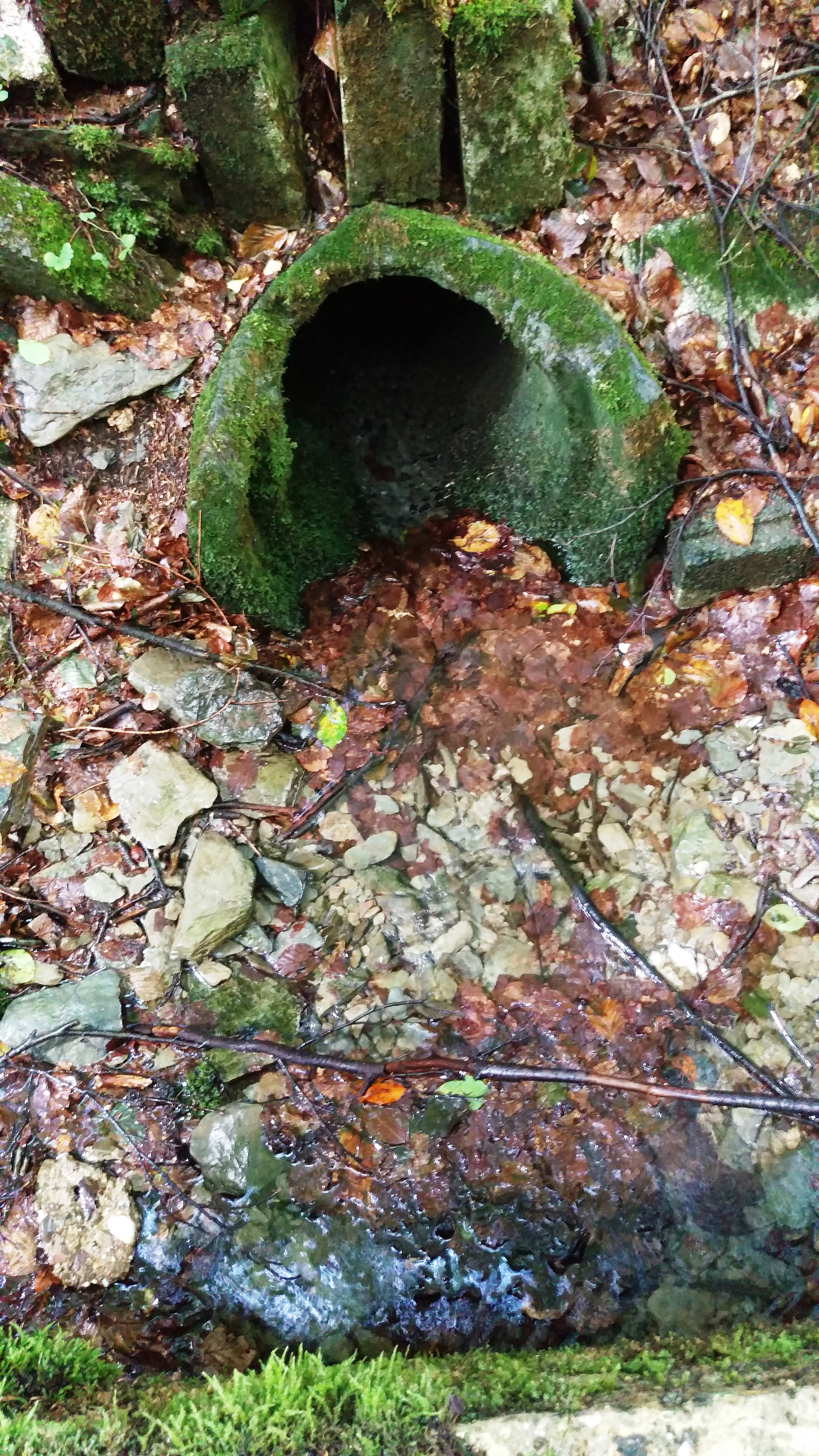
Harbecker Siepen westlich der Quelle im Beerenberg

Die Harbecke entspringt im Beerenberg, ca. 700 Meter nordöstlich des Dorfes Harbecke, einem Ortsteil der Stadt Schmallenberg. Von ihrer Quelle fließt sie ca. 300 Meter Richtung Westen bzw. der Kreisstraße 25. Angekommen an der Straße, knickt sie um 90° ab nach Süden Richtung Harbecke. Von dort geht es immer links neben der Kreisstraße 25 entlang, durch Harbecke bis zur 
B 236 am Harbecker Weg. Dort angekommen, fließt sie durch eine Unterführung unter der Bundesstraße zur Lenne.
Aufgrund von Bebauungen fließt die Harbecke einen Teil ihres Weges durch unterirdische Rohre im Boden. Kleinere Rinnsale speisen den Bach unterhalb von Harbecke. Im Sommer bei wärmeren Perioden ist die Harbecke meist so gut wie ausgetrocknet.
Am Ende des Winters, sowie im Frühjahr ist der Bach gut gefüllt, weil dann das Schmelzwasser aus dem Beerenberg in die Lenne fließt.

## Geschichte
Schon zu frühen Zeiten wussten die Bewohner Harbeckes, die Kraft des Wassers einzusetzen. Alte Aufzeichnungen belegen, dass das Wasser des Baches auf einem Bauernhof bereits 1909 dazu genutzt wurde, um mithilfe einer Turbine Strom für eine Drescherei, eine Säge und für elektrisches Licht herzustellen. Das war zu der Zeit in dieser Gegend einmalig.